# Pieńki Wielkie
Pieńki Wielkie (prononciation : [ˈpjɛɲki ˈvjɛlkʲɛ]) est un village polonais de la gmina d'Andrzejewo dans le powiat d'Ostrów Mazowiecka de la voïvodie de Mazovie dans le centre-est de la Pologne.
Il se situe à environ 7 kilomètres au sud-est d'Andrzejewo (siège de la gmina), 24 kilomètres à l'est d'Ostrów Mazowiecka (siège du powiat) et à 106 kilomètres au nord-est de Varsovie (capitale de la Pologne).
Le village compte approximativement une population de 110 habitants en 2006.

## Histoire
De 1975 à 1998, le village appartenait administrativement à la voïvodie de Łomża.